# Borisoglebskoje (obwód wołogodzki)
Borisoglebskoje (ros. Борисоглебское) – wieś w Rosji, w rejonie wołogodzkim obwodu wołogodzkiego. W 2010 r. liczyła 22 mieszkańców.